# Parque Linear do Pavia
O Parque Linear do Pavia é um parque que começa na Praça Grão Vasco ( 1ª Circular Norte ) e acaba no Parque Urbano da Aguieira. Situa-se na freguesia de S.José - Viseu.
A sua área total é de 7 hectares.

## Atrações
- espaço para a feira semanal da terça feira ( praça )

- ecopista dos dois lados do rio , 2 + 2 Km

- pontes pedonais ( sendo a final de ligação ao parque Urbano da Aguieira)

- moinho na Balsa (produz electricidade a partir da represa)

- espelho de água no fundo do campo de Viriato com vários restaurantes e bares